# Elymniopsis phegea
Elymniopsis phegea är en fjärilsart som beskrevs av Fabricius 1793. Elymniopsis phegea ingår i släktet Elymniopsis och familjen praktfjärilar. Inga underarter finns listade i Catalogue of Life.